# Катастрофа Як-40 под Ленинаканом
Катастрофа Як-40 под Ленинаканом — авиационная катастрофа, произошедшая во вторник 19 апреля 1983 года в окрестностях Ленинакана. Авиалайнер Як-40 Ленинаканского ОАО авиакомпании «Аэрофлот» выполнял плановый пассажирский рейс Е-46 по маршруту Волгоград — Нальчик — Ленинакан, но при заходе на посадку в Ленинаканском аэропорту Ширак лайнер значительно отклонился от курса и врезался в гору Шиштепе; полностью разрушившись. Погибли все 21 человек, находившиеся на борту — 17 пассажиров и 4 члена экипажа.

## Самолёт
Як-40 с бортовым номером СССР-87291 (заводской — 9320628, серийный — 28-06) был выпущен Саратовским авиационным заводом в 1973 году и передан Министерству гражданской авиации, которое к 10 мая направило его в Ленинаканский авиаотряд Армянского управления гражданской авиации.

## Катастрофа
19 апреля 1983 года в 17:07 местного времени (SAMT) рейс Е-46 с 17 пассажирами и 4 членами экипажа вылетел из аэропорта Нальчик, а рейс выполнял Як-40 борт СССР-87291, летящий из Волгограда в Ленинакан с промежуточной остановкой в Нальчике, а после набора высоты занял эшелон 6600 метров. Пилотировал его экипаж из 4 человек, командиром (КВС) которого был Р. Г. Багдасарян. На его борту находился 21 человек: 17 пассажиров и 4 члена экипажа.
После пролёта Кисловодска самолёт уклонился вправо, о чём экипаж был предупреждён диспетчером Минераловодовского районного центра, но на команды о выходе на линию заданного пути (ЛЗП) реагировал медленно и следовал параллельно ей в 10 километрах от трассы. Однако к моменту пролёта Гори он всё же был выведен на ЛЗП и в 17:53 связался с диспетчером Тбилисского районного центра (РЦ Тбилиси), которому доложил о пролёте Гори на эшелоне 6600 метров. Тбилисский диспетчер подтвердил пролёт Гори и дал указание занять высоту 5700 метров по расчёту. Далее по пути к Ленинакану экипаж периодически менял курс полёта, который в результате уменьшился со 185° до 130°, при этом не осуществлял активного самолётовождения, в результате чего уклонился влево от трассы на 28 километров. В 18:02 пилоты доложили диспетчеру РЦ Тбилиси о выходе из зоны по расчёту на высоте 5700 метров. На самом деле, самолёт находился в этот момент не в 100 (расчётное расстояние выхода), а в 57 километрах от Тбилиси и слева от трассы на 28 километров, при этом до рубежа передачи УВД оставалось ещё 39 километров.
В 18:03 экипаж перешёл на связь с диспетчером подхода Ленинаканского аэропорта и доложил о входе в зону, хотя на самом деле был ещё в 87 километрах от него и на 29 километров левее трассы. Затем через полторы минуты с самолёта запросили своё местонахождение, на что диспетчер сообщил азимут 30° и что на экране радиолокатора самолёта не видно. Это могло означать, что экипаж значительно уклонился влево от линии пути, однако диспетчер не стал применять мер, чтобы вывести их на неё. Так как пилоты не знали, где они на самом деле находятся, то вскоре они доложили о пролёте контрольного рубежа 21 километр и что есть условия для визуального полёта. Тогда диспетчер подхода разрешил им снижаться до высоты 3300 метров на РНТ. Снижаясь до указанной высоты, экипаж при этом не вывел самолёт на привод аэродрома и не использовал бортовые и наземные радиотехнические системы навигации (РТС).
Небо в это время было покрыто кучевыми облаками высотой 600—1000 метров и с верхней кромкой 7—8 километров, видимость более 10 километров, а вершины гор частично закрывало облаками. В процессе снижения экипаж доложил о проходе высоты 3600 метров, на что диспетчер подхода дал указание переходить на связь с диспетчером круга, обязанности которого он же (диспетчер подхода) и выполнял. По-прежнему не видя самолёт на экране радиолокатора, он, тем не менее, разрешил экипажу снижаться до высоты 900 метров к третьему развороту. Авиалайнер фактически находился в 40 километрах от аэропорта, но экипаж этого не знал и в 18:08 после получения разрешения на снижение доложил о пролёте РНТ аэропорта, хотя на самом деле находился в стороне, и начал выполнять манёвр захода на посадку.
В 18:09, выполняя с креном 13° правый разворот, летящий по курсу 178° Як-40 на высоте 2523 метров со скоростью 330 км/ч врезался в склон горы Шиштепе высотой 2836 метров в 41 километре северо-восточнее Ленинаканского аэропорта (между Спитаком и Степанаваном, Лорийская область). От удара самолёт полностью разрушился и все находящиеся на его борту 4 члена экипаж и 17 пассажиров погибли.

## Причины
Согласно выводам комиссии, к катастрофе привели следующие причины:
1. Экипаж при выполнении полёта на участке трассы Гори — Ленинакан активного самолетовождения не осуществлял, РТС комплексно не использовал и в результате, уклонившись от трассы, своего фактического местонахождения не знал. На конечном участке полёта, не зная своего местонахождения и не выйдя на РНТ, экипаж начал выполнять манёвр снижения и захода на посадку за пределами схемы аэродрома, чем грубо нарушил требования НПП ГА-78 и Инструкции по производству полётов на аэродроме Ленинакан.
2. Диспетчер РЦ Тбилиси управление движением самолёта осуществлял неудовлетворительно: контроля за полётом по радиолокатору не вёл, уклонение от маршрута не предотвратил, мер по выводу самолёта на трассу не принял, при передаче управления полётом зоне подхода аэропорта Ленинакан, в нарушение НПП ГА-78, НСД ГА-81 и Технологии работы диспетчера РЦ, фактическое местонахождение самолёта не установил и экипажу не сообщил.
3. Диспетчер подхода аэродрома Ленинакан при докладе экипажа о входе в зону самолёт не опознал, место экипажу не дал, сообщив азимут 30°, его не оценил, указания о выходе на трассу не дал, вывод самолёта на РНТ с использованием пеленгатора не обеспечил. Не имея непрерывного радиолокационного контроля за полётом самолёта, получив сообщение экипажа о пролёте контрольного рубежа 21 километров и не зная фактического местонахождения самолёта, он разрешил снижение с безопасного эшелона 4200 метров до эшелона 3300 метров. Затем, продолжив выполнение обязанностей диспетчера круга, не имея непрерывного радиолокационного контроля за движением ВС как в зоне подхода, так и в зоне круга, самолёт на РНТ не вывел, выполнения контрольного круга на безопасной высоте для опознания не потребовал, информацию об условиях захода на посадку не передал и, не зная местонахождения самолёта, разрешил снижение до 900 метров и заход на посадку за пределами схемы аэродрома, чем нарушил требования НПП ГА-78, НСД ГА-81, Инструкции по производству полетов на аэродроме Ленинакан и Технологии работы диспетчера подхода и диспетчера круга. При отсутствии радиолокационного контроля за ВС он не обратился за помощью к ПВО, не использовал их средства для определения местонахождения самолёта.
4. Старший диспетчер самоустранился от управления и руководства полётом самолёта Як-40, проявил полную бездеятельность по контролю за работой диспетчера подхода и круга и не принял должных мер по предотвращению катастрофы самолёта.

Заключение: Катастрофа самолета Як-40 произошла по причине грубого нарушения диспетчерами службы УВД и экипажем ВС НПП ГА-78 и Инструкции по производству полетов на аэродрома Ленинакан, что привело к преждевременному снижению самолёта вне схемы аэродрома и его столкновению со склоном горы.
— 